# Франко Пиларела
Франко Пиларела (на английски: Franco D. Pillarella) е канадски професионален дипломат.
Бакалавър (1963) и доктор по право (1967) от Университета на Отава. Бил е в Отава директор на Дирекция „Права на човека и социални въпроси“ (Human Rights and Social Affairs) и директор на Дирекция „Външно разузнаване“ (Foreign Intelligence).
Той е на задгранична дипломатическа работа в Бон, Милано, Рим, гр. Алжир, Хага, като заема следните по-важни длъжности:
- генерален консул в Берлин, Германия – от 1988 до 1992 г.
- посланик в Алжир, Алжир – от 1997 до 2000 г.
- посланик в Дамаск, Сирия, също върховен комисар за Кипър – от 2000 до 2003 г.
- посланик в Букурещ, Румъния, също за България и Молдова – от 2004 до есента на 2006 г.